# Зелёный Фонарь (мультсериал)
«Зелёный Фонарь: Мультсериал» (англ. «Green Lantern: The Animated Series») — компьютерный анимационный телесериал об одноимённом персонаже DC Comics. Премьера состоялась в 2012 году на телеканале Cartoon Network.

## Сюжет
Сериал расскажет о приключениях Хэла Джордана — Зелёного Фонаря сектора 2814 и его союзника — Киловога. Главные антагонисты сериала — Красные Фонари во главе с злодеем Атроцитусом и Охотники на людей/ Кэрол Феррис, Салаак, Сайд, Святой Уолкер и Зилиус Зокс появятся в качестве второстепенных персонажей. Начиная с 14 серии главными злодеями станут Охотники и Анти-Монитор. В сериале показаны все корпуса фонарей эмоционального спектра, кроме корпуса Синестро и племени индиго.

## Персонажи

Главные герои мультсериала Киловог, искусственный интеллект Айа, красный фонарь Рэйзер и Хэл Джордан

### Главные герои
- Хэл Джордан/Зелёный Фонарь – Главный протагонист мультсериала. Хэл Джордан — первый человек, ставший Зеленым Фонарем, и считается одним из лучших среди них. Он в меру бесстрашный и опытный Фонарь, но у него есть склонность к неподчинению приказам и игнорированию правил для достижения успеха, из-за чего его начальство бывает им крайне недовольно, но они готовы не замечать его проступков из-за его навыков и достижений. Так он в начале мультсериала угнал сверхсекретный космический корабль Стражей, на котором он вместе с Киловогом отправился расследовать дело о пропадающих Зелёных Фонарях. В начале второй половины сезона его заменил Гай Гарднер в качестве Зеленого Фонаря Земли, но за победу над Красными Фонарями Хэл был переведен в Почётный Караул Зелёных Фонарей.
- Киловог – Ветеран Корпуса Зелёных Фонарей. Киловог — близкий друг Хэла и на протяжении событий мультсериала постоянно сопровождает его в миссиях. Является членом Почётного Караула, а так же в его обязанности входит обучение новобранцев. В отличие от Хэла, Киловог стремится придерживаться устава, поэтому он намного более реже нарушает правила корпуса, но несмотря на то, что на поступки Хэла он смотрит чаще всего со скепсисом, он всегда ему верит и доверяет.
- Рэйзер[5] – Реформированный Красный Фонарь. Изначально Рэйзер был верным последователем Атроцитуса, но со временем он стал задавать ему вопросы и в конце концов взбунтовался против других Красных Фонарей. Заложив на планете-колонии сверхмощную бомбу "Освободитель", Красные Фонари заставили Рэйзера активировать её для того, чтобы доказать свою лояльность, из-за чего впоследствии планета была уничтожена. Одержимый чувством вины Рэйзер разыскал Хэла и попытался спровоцировать его на убийство в качестве своего наказания за содеянное, но вместо этого Хэл взял его в плен и отправил в тюрьму. Далее он узнаёт от Айи, что Киловогу удалось спасти большинство колонистов, и принимает её просьбу о помощи, освободив из плена пауков-смотрителей тюрьмы, где содержался, Хэла и Киловога. За этот подвиг его пригласили в команду, дав ему шанс исправить свои прошлые действия и теперь он подпитывает своё красное кольцо силы гневом, который он испытывает к Атроцитусу за то, что он превратил его в убийцу. В дальнейшем влюбляется в Айю, но всячески старается убедить себя в обратном. Рэйзер весьма сильный Красный Фонарь, в бою его ярость постоянно растёт и чем дольше бой, тем он сильнее, так однажды находясь в дикой ярости (из-за того что Айю ранил один из охотников на людей) ему удалось использовать силу красного кольца на Одиме, в месте скопления голубой энергии (голбая энергия надежды нейтрализует красную энергию ярости). Так же Святой Уокер научил Рейзера особой технике контроля эмоций, которую он научился применять не только на себе подавляя гнев, но и на других (так он подавил все свои эмоции, а так же эмоции Хэла и Киловога, что позволило им почти беспрепятственно пройти мимо целой армады охотников на людей). В конце сериала Рэйзер отправился в далёкий космос на поиски Айи, однако за ним тут же последовало голубое кольцо.
- Айа – Искусственный интеллект космического корабля который угнал Хэл, но несмотря на это стала полноправным членом команды. Так же имеет гуманоидную оболочку, которая оснащена мощными бластерами и лазерами, что помогает ей не отставать в наступательной мощи от Зелёных Фонарей.

### Стражи Вселенной
Стражи Вселенной – одна из древнейших рас и непосредственные руководители Корпуса Зелёных Фонарей. Они руководствуются только тем что считают правильным и хранят тёмные секреты своего прошлого, некоторые из которых всплывают по ходу событий мультсериала.
- Гансет – Единственный из Стражей кому Хэл полностью доверяет. Когда раскрылось что из за его наущения Хэл угнал сверхсекретный корабль, совет Стражей изгнал его с Оа. В дальнейшем поселился на Одиме, где основал Корпус Голубых Фонарей
- Аппа Али Апса –
- Сэйд –
- Скар –

### Корпус Зелёных Фонарей
- Мого – Разумная планета. До получения кольца на поверхности Мого долгое время содержались преступники.
- Салаак – Многорукий Зелёный Фонарь, выполняющий на Оа функции старшего администратора, поэтому его часто можно увидеть за работой в здании Совета Стражей Вселенной. В финале первого сезона защищал Стражей от вторжения Красных Фонарей. Также он появляется во время битвы при Ранксе, в качестве боевого координатора.
- Ч'п – Похожий на белку или являющийся белкой Зелёный Фонарь сектора 1014, один из лучших рекрутов Киловога, что доказывает тот факт, что он легко одолел Хэла в бою, тем самым выиграв для Киловога пари. Позже помогает главным героям вызволить Айю из лаборатории Стражей. Так же он участвовал в битве при Ранксе в качестве командира эскадрильи, а так же в финальном бою сериала против охотников на людей.
- Томар-Ре – Член Почетного караула Зеленых Фонарей, который вместе с Хэлом расследует дело о пробуждении Охотников на людей. Позже он появляется в битве при Ранксе, возглавляя одну из эскадрилий Зеленых Фонарей.
- Гай Гарднер – Замена Хэла на посту Зелёного Фонаря сектора 2814, в связи с переводом последнего в Почётный Караул. Однако во время битвы при Ранксе, Хэл узнаёт что Гая очень быстро повысили до члена Почётного Караула (при этом Гай упомянул что на посту Зелёного Фонаря Земли его сменил некий Джон Стюарт), чему Хэл не был особо рад. Гай Гарднер имеет огромную армию фанатов не только на Земле (где в отличие от Хэла не скрывает свою личность), но и даже на Оа, что ещё больше злит Хэла.
- Синестро — Считается одним из величайших Зеленых Фонарей, хотя у многих на этот счёт возникают сомнения из-за его поступков. Наставник Хэла Джордана и является тем, кем Хэл крайне сильно восхищается. Синестро демонстрировал готовность убивать своих врагов, но поскольку данное деяние запрещено кодексом Корпуса, он порой находит способы обходить правила.
- Часелон – Кристаллообразный Зелёный Фонарь, впервые появившийся в лаборатории где Стражи держали Айю. Его отвлекал Хэл, когда Ч'п проник в лабораторию и вызволил Айю. Часелон крайне наивен и, как сам признаётся, страдает от одиночества, так как на Оа у него очень мало друзей.
- Иоланда – Королева планеты Бетрасус. Когда Зелёный Фонарь с её планеты был убит, кольцо прилетело к ней, выбрав её в качестве нового носителя.

### Корпус Красных Фонарей
- Атроцитус — Основатель и глава Корпуса Красных Фонарей, главный антагонист первого сезона. Родной мир Атроцитуса был уничтожен охотниками на людей и теперь он мечтает любой ценой и любыми доступными средствами отомстить их создателям - Стражам Вселенной.
- Зилиус Зокс — Доверенное лицо Атроцитуса и его заместитель, поэтому в отсутствие главы корпуса часто берёт на себя его роль, но, в отличие от Атроцитуса, Зокс куда более полагается на обман и хитрость. После победы над Атроцитусом и заключения перемирия со Стражами Вселенной становится новым главой Корпуса Красных Фонарей.
- Близ — Красный фонарь женского пола. Её отличительной особенностью является наличие крыльев, благодаря которым может летать не прибегая к силе красного кольца.
- Веон — Одноглазый красный фонарь.
- Скаллокс — Крупный красный фонарь, голова которого напоминает рогатый череп животного. Является силовым соперником Киловога.
- Жрец Лоран —
- Рагнар —

### Корпус Голубых Фонарей
- Святой Уокер – Первый Голубой Фонарь во вселенной.
- Брат Уорт – Новобранец корпуса, инопланетянин похожий своим видом на слона.

### Звёздные Сапфиры
- Кэрол Феррис –
- Королева Ага'по –
- Ги'ата –
- Галия –

### Корпус Оранжевых Фонарей
- Ларфлиз – Единственный Оранжевый Фонарь, ревностно охраняющий оранжевую батарею силы. Кольцо Ларфлиза питает жадность его владельца.
- Гломулус – Конструкция из оранжевого света, созданная Ларфлизом.

### Машины
- Анти-Монитор — Главный антагонист первой половины второго сезона. Является творением Стражей, но из-за того что Анти-Монитор представлял угрозу, то он был выброшен в альтернативную реальность. Он представляет собой огромного робота, обладающего настолько огромной мощью, что способен уничтожать планеты.
- Охотники на людей — Творения Стражей Вселенной являющиеся крайне продвинутыми и чрезвычайно мощными боевыми машинами (роботами). Их задачей была защита вселенной от различных угроз и долгое время они исправно служили своим создателям, пока в их программе не произошёл сбой, из-за которого они стали считать угрозой всех существ обладающих эмоциями, из-за чего они опустошили многие миры (включая родную планету Атроцитуса). В итоге все Охотники на людей были деактивированы, а Стражи создали им надёжную замену - Корпус Зелёных Фонарей.
- ЛИНОС —

## Актёры озвучивания
| Актёр                 | Роль           |
| --------------------- | -------------- |
| Джош Китон            | Хэл Джордан    |
| Том Кенни             | Зилиус Зокс    |
| Кевин Майкл Ричардсон | Киловог        |
| Джонатан Адамс        | Атроцитус      |
| Клэнси Браун          | Параллакс      |
| Грей Делайл           | Айа            |
| Джон ДиМаджио         | Гектор Хаммонд |
| Джейсон Спайсэк       | Рэйзер         |
| Дженнифер Хейл        | Кэрол Феррис   |
| Йен Эберкромби        | Гансет         |
| Сьюзан Блэйксли       | Сэйд           |
| Брайан Джордж         | Аппа Али Апса  |
| Кертвуд Смит          | Шайир Рев      |